# Pazifischer Seehecht
Der Pazifische Seehecht (Merluccius productus), auch als Nordpazifischer Seehecht bezeichnet, ist eine Art der Seehechte (Merlucciidae), die im nordöstlichen Pazifik heimisch ist.

## Merkmale
Der Fisch wird bis zu 90 Zentimeter lang und erreicht ein Gewicht von ca. 1,2 bis 1,3 Kilogramm. Die auf dem Rücken silbrigen und zum Bauch hin zunehmend weißlicher werdenden Fische besitzen einen relativ kurzen Kopf. Die Brustflossen reichen normalerweise bis zum Ansatz der Afterflosse oder etwas darüber hinaus. Die Schwanzflosse ist konkav. Die zweiteilige Rückenflosse besitzt 49 bis 57 Flossenstrahlen. Die Afterflosse besteht aus 40 bis 43 Flossenstrahlen.

## Verbreitung
Diese Art findet sich im nordöstlichen Pazifik, von Vancouver Island bis zum Norden von Baja California. Zweifelhaft sind Berichte über Beobachtungen im Golf von Alaska. 

## Lebensweise
Sie leben sowohl küstennahe als auch im offenen Meer. Erwachsene Exemplare gruppieren sich zu größeren Schwärmen, wobei sie sich bevorzugt über dem Kontinentalschelf und den Kontinentalhängen aufhalten. Nachts machen sie Jagd auf andere Fische. Sie selbst stellen auch eine wichtige Nahrungsquelle für Robben, Haie und kleinere Wale dar. Um zu laichen, entfernen sich die Fische hunderte Kilometer von der Küste. 

## Systematik
Merluccius productus ist eine von 15 Arten der Gattung Merluccius innerhalb der Seehechte (Merlucciidae).

## Belege